# 石川あんな
石川 あんな（いしかわ あんな、1990年11月10日 - ）は、日本の女優、バラエティタレント、元グラビアアイドルである。夫はお笑いタレントのゆってぃ。

## 略歴
愛知県出身。2013年に芸能界デビューを果たした。
最初に出演したテレビ番組はTBSテレビ系列の『ランク王国』であり、お尻売りのグラビアアイドルとしてお煎餅ランキングVTRに出演した。
2018年に所属事務所を退所した後、2019年4月よりフリーランスで活動を再開した。
2021年6月からパワーアップ系サプリメント「アペンザプラス」の7代目キャンペーンガールに就任。同年7月から、インターネットラジオの鳥越アズーリFMでメインMCを務める冠番組、『あんころフェス』がスタートした。
2022年4月1日、お笑いタレントのゆってぃと3月30日に結婚したことを所属事務所とそれぞれのSNSを通じて明らかにした。
2度の流産と不妊治療を経て、2025年1月7日に第1子女児を出産。出産に密着した『ダマってられない女たち』第7話が、1月31日にABEMAで放送された。

## 人物
名古屋が生んだ「でらいい女」がキャッチコピー。
漫画、アニメ好きであり、サッカー観戦（清水エスパルスのサポーター）、ダーツ、マラソン（富士山マラソンに出場、フルマラソン完走）が趣味である。
鯖が好物で「サバドル」としても活動。
特技は卓球、マッサージ、激辛。
お尻がチャームポイントで「尻テロリスト」という異名を持ち、#尻テロを付けて投稿するツイート、Instagramの投稿が人気である。
スポーツを応援する団体「グラチア！」のフットサル部に所属しており、芸能人女子フットサルリーグへの出場経験がある。
企業や商品、サービスをPRする「ピアドル」のメンバー。
コンタクトレンズのレンズモードとアルビレックス新潟シンガポールのアンダーシャツプレゼントキャンペーンを大崎由希（ピアドル）とPR。

## 出演

### MAGAZINE
- 「特選外車情報F-road neo」表紙
- 「月刊 Yah!Hip&Lip」
- 「Bejjiean」
- 「FLASH」グラビア争奪バトル#4ファイナリスト
- 「週刊プレイボーイ」
- 「週刊ポスト」
- 「週刊実話」
- 「日刊SPA」
- 「ヤングマガジン」
- 「ヤングチャンピオン」
- 「月刊キスカ」
- 「週刊モーニング」
- 「カミオン」
- 「カスタムカー」

### TV
- 「ランク王国」（TBS）[2]
- 「今宵は映画タイトル会議」アシスタント（WOWOW）
- 「革命！グラドル新党」アイドル専門チャンネルPigoo（スカパー!プレミアムサービスCh.663）
- 「欽ちゃん&香取慎吾の全日本仮装大賞」バニーガール（日テレ）
- 「応援美女子！」（千葉テレビ）
- 「女神たちのかようび」レギュラー出演[22]（千葉テレビ）
- 「東京オーディション（仮）[23][24]」（東京MX）
- 「お願い！ランキング」（テレ朝）
- 「パチFUN！」（各地方局）
- 新婚さんいらっしゃい!（ABCテレビ） -（2022年10月16日） 夫・ゆってぃと出場　[25]

### ネットTV
- AbemaTV「お願い！ランキング」[26]
- AbemaTV「ピーチゃんねる」

### 映画
- TURNING POINT（2022年4月9日 - 10日、エンタメイティブ株式会社） - 広沢清香 役

### 舞台
- 「ホンキートンキークライング」-栄子 役
- 「リングのロミオとジュリエット」-サンバ・シバ 役
- 「リングのリア王！？」-オズワルド桜 役

### ラジオ
- 「グラチアのフレフレスポーツ！」　渋谷クロスFM
- 「島田秀平の開運ラジオ」ゲスト　AM放送局
- 「あんころフェス」メインMC（毎月第一木曜日　18:00)　鳥越アズーリFM [27]

## 作品

### DVD
- 魅惑のマーメイド（2014年5月22日、ギルド）
- 華魅-HANABI-（2014年10月31日、グラッソ）
- 恋愛アドバイス（2015年2月27日、グラッソ）
- 濡尻（2016年8月26日、グラッソ）
- A HIP[28][29][30]（2017年5月26日、スパイスビジュアル）